# Alajuela (provincie)
Alajuela is een provincie van Costa Rica. De provincie bevindt zich in het noorden van het land, grenzend aan Nicaragua en de provincies Heredia, San José, Puntarenas en Guanacaste. De hoofdstad is Alajuela.
De provincie heeft een oppervlakte van 9758 km² en een bevolking van 848.146 (2011).

## Kantons
Alajuela is verdeeld in zestien kantons. Deze staan hieronder weergegeven, waarbij de nummers corresponderen met de nummers op de kaart en de kantonhoofdplaatsen tussen haakjes staan.
|  |  | 1. Alajuela (Alajuela) 2. San Ramón (San Ramón) 3. Grecia (Grecia) 4. San Mateo (San Mateo) 5. Atenas (Atenas) 6. Naranjo (Naranjo) 7. Palmares (Palmares) 8. Poás (San Pedro) 9. Orotina (Orotina) 10. San Carlos (Quesada) 11. Zarcero (Zarcero) 12. Sarchí (Sarchí Norte) 13. Upala (Upala) 14. Los Chiles (Los Chiles) 15. Guatuso (San Rafael) 16. Río Cuarto (Río Cuarto) (afgesplitst van Grecia, op kaart onderste deel #3) |